# 無反應誤差
無反應誤差是指在統計調查中，有提供答覆的受訪者與沒有提供答覆的受訪者之間，在意見上的差異，是非抽樣誤差之一。根據愛德華茲·戴明 和維克斯·米塔爾的描述，成因有好幾個。 

## 例子
假設研究員從總體抽選 1,000 位經理作為樣本，並訪問其工作量，工作量高的經理可能因為無法抽出時間沒有回答問卷；另一方面，工作量輕的經理可能因為害怕同事以為他是冗員而拒絕回答問卷（可以是即時，假如問卷以記名方式進行；也可以是以後，害怕身份暴露）。故此，無反應誤差可能會高估或低估實際的工作量。換言之，問卷基本隱含一個前設問題：「我是否希望回答問卷？」
1936年美國總統選舉，《文學文摘（The Literary Digest）》郵寄1,000萬份問卷，回收230萬份。他們據此預測共和黨候選人阿爾夫·蘭登會在531份選票中獲得370份並勝出；實際上他只獲得8票。由1976至1988年刊登的研究指出無反應誤差乃是次錯誤預測的主因，加上其抽樣框並不能準確代表大部份選民。

## 檢測
有幾種方法可以檢測無反應誤差。常見的方法是比較四分位數之間，在人口特徵及主要指標上的差異。 
部份調查已經事先掌握受訪者的部份數值（例如，公司進行調查前已經知道員工的年齡分佈），以此比較成功回收樣本之間的數值是否存在明顯差異，以推算無反應誤差是否存在。
在郵寄／電郵調查中，可以有系統地致電少量沒有提供答覆的受訪者，詢問少量問題。比較其答覆與成功回收樣本之間的數值是否存在明顯差異，亦可推論無反應誤差是否存在。
整體來說，問卷回收率越低，出現無反應誤差的機會越大。